# Lijst van Zweedse plaatsen naar inwonertal
Dit artikel bevat de plaatsen in Zweden die groter zijn dan 20.000 inwoners, gesorteerd op het aantal inwoners:
1. Stockholm: 1.372.565
2. Göteborg: 549.839
3. Malmö: 280.415
4. Uppsala: 140.454
5. Västerås: 110.877
6. Örebro: 107.038
7. Linköping: 104.232
8. Helsingborg: 97.122
9. Jönköping: 89.396
10. Norrköping: 87.247
11. Lund: 82.800
12. Umeå: 79.594
13. Gävle: 71.033
14. Borås: 66.273
15. Eskilstuna: 64.679
16. Södertälje: 64.619
17. Karlstad: 61.685
18. Täby: 61.272
19. Växjö: 60.887
20. Halmstad: 58.577
21. Sundsvall: 50.712
22. Luleå: 46.607
23. Trollhättan: 46.457
24. Östersund: 44.327
25. Borlänge: 41.734
26. Tumba: 37.594
27. Upplands Väsby: 37.594
28. Falun: 37.291
29. Kalmar: 36.392
30. Kristianstad: 35.711
31. Karlskrona: 35.212
32. Skövde: 34.466
33. Skellefteå: 23.775
34. Lidingö: 31.561
35. Uddevalla: 31.212
36. Landskrona: 30.499
37. Nyköping: 29.891
38. Motala: 29.823
39. Vallentuna : 29.519
40. Örnsköldsvik: 28.991
41. Trelleborg: 28.290
42. Åkersberga: 28.033
43. Varberg: 27.602
44. Karlskoga: 27.084
45. Lidköping: 25.644
46. Alingsås: 24.482
47. Märsta: 24.068
48. Boo: 24.052
49. Ängelholm: 23.240
50. Sandviken: 22.965
51. Piteå: 22.913
52. Kungälv: 22.768
53. Visby: 22.593
54. Katrineholm: 21.993
55. Vänersborg: 21.699
56. Västervik: 21.140
57. Enköping: 21.121
58. Falkenberg: 20.035